# Astichus notus
Astichus notus är en stekelart som beskrevs av Yoshimoto 1970. Astichus notus ingår i släktet Astichus och familjen finglanssteklar. Inga underarter finns listade.